# George M. Wertz

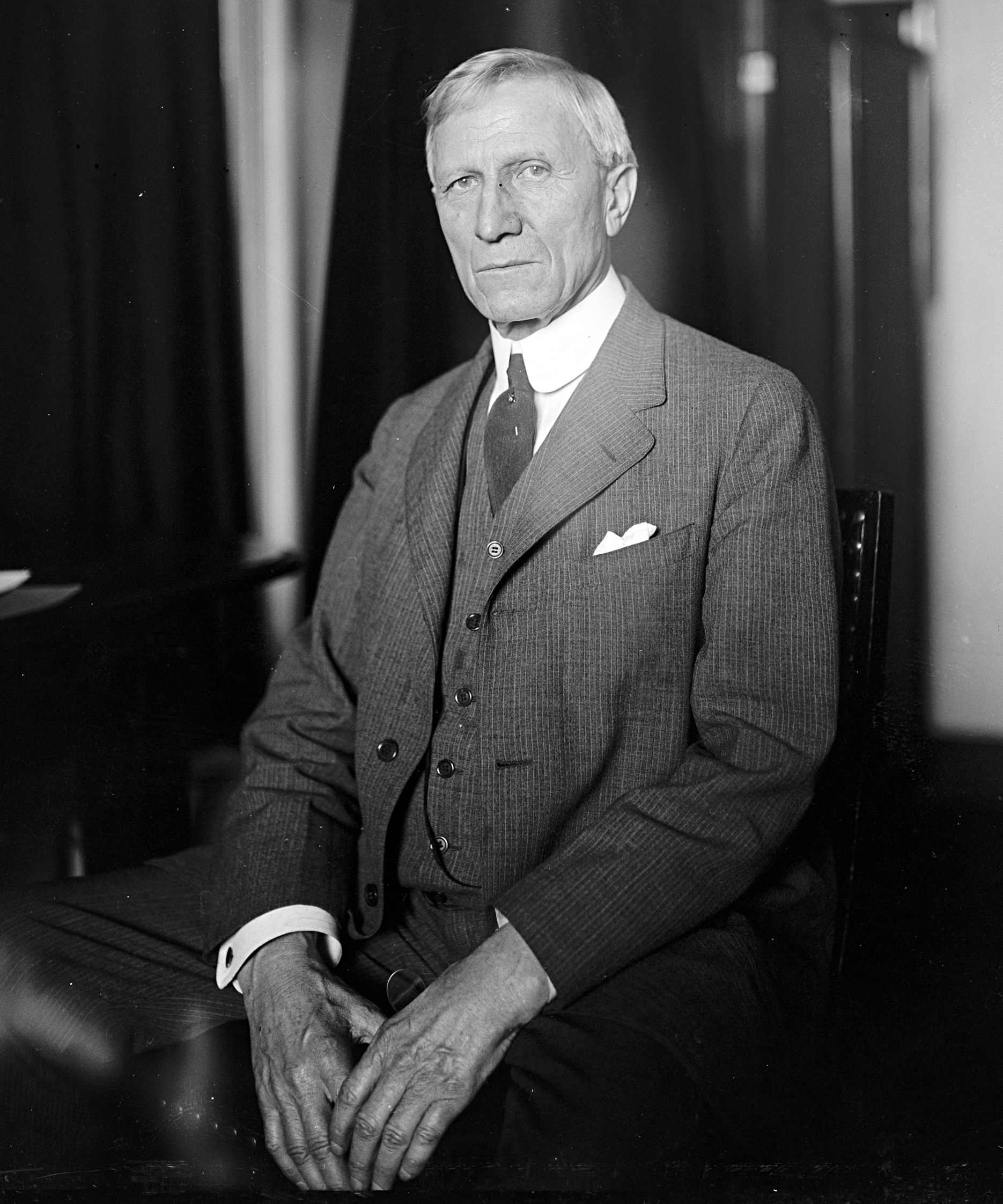
George M. Wertz (1923)

George M. Wertz (* 19. Juli 1856 bei Johnstown, Cambria County, Pennsylvania; † 19. November 1928 ebenda) war ein US-amerikanischer Politiker. Zwischen 1923 und 1925 vertrat er den Bundesstaat Pennsylvania im US-Repräsentantenhaus.

## Werdegang
George Wertz besuchte die öffentlichen Schulen seiner Heimat, die Ebensburg Academy und die National Normal School in Lebanon (Ohio). Zwischen 1876 und 1884 arbeitete er als Lehrer und danach bis 1894 als Schuldirektor. Von 1893 bis 1896 war er Bezirksrat und von 1897 bis 1901 Sheriff im Cambria County. Politisch schloss er sich der Republikanischen Partei an. Von 1908 bis 1912 saß Wertz im Senat von Pennsylvania, dessen Präsident er seit 1911 war. Er wurde außerdem im Zeitungsgeschäft tätig und leitete zwischen 1911 und 1917 die von ihm mitgegründete Zeitung Johnstown Daily Leader. In den Jahren 1914 bis 1916 übte er das Amt des Comptroller im Cambria County aus.
Bei den Kongresswahlen des Jahres 1922 wurde Wertz im 20. Wahlbezirk von Pennsylvania in das US-Repräsentantenhaus in Washington, D.C. gewählt, wo er am 4. März 1923 die Nachfolge von Edward Schroeder Brooks antrat. Da er im Jahr 1924 von seiner Partei nicht mehr zur Wiederwahl nominiert wurde, konnte er bis zum 3. März 1925 nur eine Legislaturperiode im Kongress absolvieren. Nach seiner Zeit im US-Repräsentantenhaus betätigte sich George Wertz in der Immobilienbranche. Er starb am 19. November 1928 in seiner Heimatstadt Johnstown.